# Aplocheilus panchax
Панхакс (Aplocheilus panchax) — тропічний прісноводний вид риб з родини аплохейлових (Aplocheilidae). Типовий вид роду Aplocheilus.
Пан Б'юкенен описав цю маленьку рибку, вперше знайдену в ставках Бенгалії, під назвою Esox panchax. Наукову назву вона отримала від своєї місцевої назви Pangchak.
Цей вид зустрічається в торгівлі акваріумними рибами, використовується для боротьби з комарами, а в М'янмі також для приготування рибної пасти. Завдяки своїй лаврицидній (їсть, знищує личинок) схильності панхакс ще з колоніальної доби ефективно використовується в Індії для біологічної боротьби з комарами. Розводять риб в природних водоймах, на рисових полях, а також у копанках, басейнах та інших штучних водоймах.

## Таксономія
Вид має нечіткий таксономічний статус. Традиційно йому приписують дуже великий ареал, що включає майже всю Південну та Південно-Східну Азію. На цій території вже давно було засвідчено наявність різних популяцій, що помітно відрізняються між собою, переважно за забарвленням. В різний час деякі з них були описані як окремі види або підвиди, наприклад: A. p. dorsomarginatus, A. p. marginatus, A. p. siamensis, A. p. rubropunctatus. Серед них були й акваріумні популяції, зокрема A. p. lutescens і A. p. mattei. Всіх їх згодом було синонімізовано з A. panchax.
Можливо, у випадку Aplocheilus panchax йдеться не про окремий вид, а про існування комплексу видів. Молекулярний аналіз виявив існування в його складі трьох окремих клад (мітохондріальних ліній): західної в Індії та М'янмі, центральної в Індокитаї та східної на островах Ява, Балі, Калімантан і Сулавесі. Найбільш відмінною серед них є індійська клада. Вона розійшлася з двома іншими приблизно 3,5 млн років тому. 2018 року на основі морфологічних і молекулярних даних було встановлено, що Aplocheilus andamanicus з Андаманських островів та Aplocheilus armatus з Південно-Східної Азії є окремими дійсними видами. Таким чином, власне Aplocheilus panchax був обмежений популяціями з Індії та М'янми. Дані генетичного аналізу показали, що A. andamanicus утворює окрему кладу, відмінну від клади, що складається з A. panchax та A. armatus.

## Опис
Максимальний відомий розмір Aplocheilus panchax — 9,0 см загальної довжини, звичайний — 5,0 см.
Форма тіла є типовою для представників роду. Це щукоподібні на вигляд риби, тіло витягнуте в довжину, сплощене згори, майже кругле в перетині в передній частині й сильно стиснуте з боків у задній. Висота тіла в 4,7-5,4 раза менша за стандартну довжину й у 5,8-6,8 раза — за загальну. Спина широка, профіль спини майже прямий, тоді як профіль черева має помітний правильний вигин. Спинний плавець розташований навпроти задньої частини анального. Анальний отвір знаходиться посередині тіла.
Кишківник і шлунок разом утворюють невелику трубку, ледь довшу за тіло.
Голова коротка, її довжина в 3,3-3,5 раза менша за стандартну (без хвостового плавця) й у 4,1-4,5 раза за загальну довжину, має напівовальну форму. Вона сплощена згори й випукла знизу. Морда видовжена, але не гостра на кінці. Рот широкий, кінцевий, спрямований угору, нижня щелепа трохи посунута вперед. Губи дуже тонкі. Зуби на щелепах ворсинчасті, розташовані смужками в кілька рядів; присутні зуби на вомері. Очі досить великі, їхній діаметр в 3,3-3,5 раза менший за довжину голови, в 1,1-1,2 раза за довжину морди й у 1,3-1,4 раза за міжорбітальну відстань.
Хвостовий плавець округлий, без вирізів, овальний за формою. Анальний плавець відносно довгий, має 15-17 променів, майже прямокутний, але трохи нахилений назад. Короткий спинний плавець розташований навпроти останніх променів анального, має 6-8 променів, сягає кореня хвостового плавця, закруглений на кінці. Черевні плавці маленькі, кожен має по 6 променів, серед яких немає подовжених; якщо плавці притиснути до тіла, їхні кінці виходять за анальний отвір і досягають переднього краю основи анального плавця. Грудні плавці по висоті розташовані посередині тіла, за довжиною трохи коротші за довжину голови, сягають середини грудних плавців, мають по 12-14 променів.
Луски досить великі, як на рибу такого розміру, шорсткі, міцно прилягають до тіла. 30-34 луски в поздовжньому ряді. Хребців 28-30.
Забарвлення різниться залежно від місця походження риб. Крім того, риби в певних межах адаптують своє забарвлення до різного оточення.

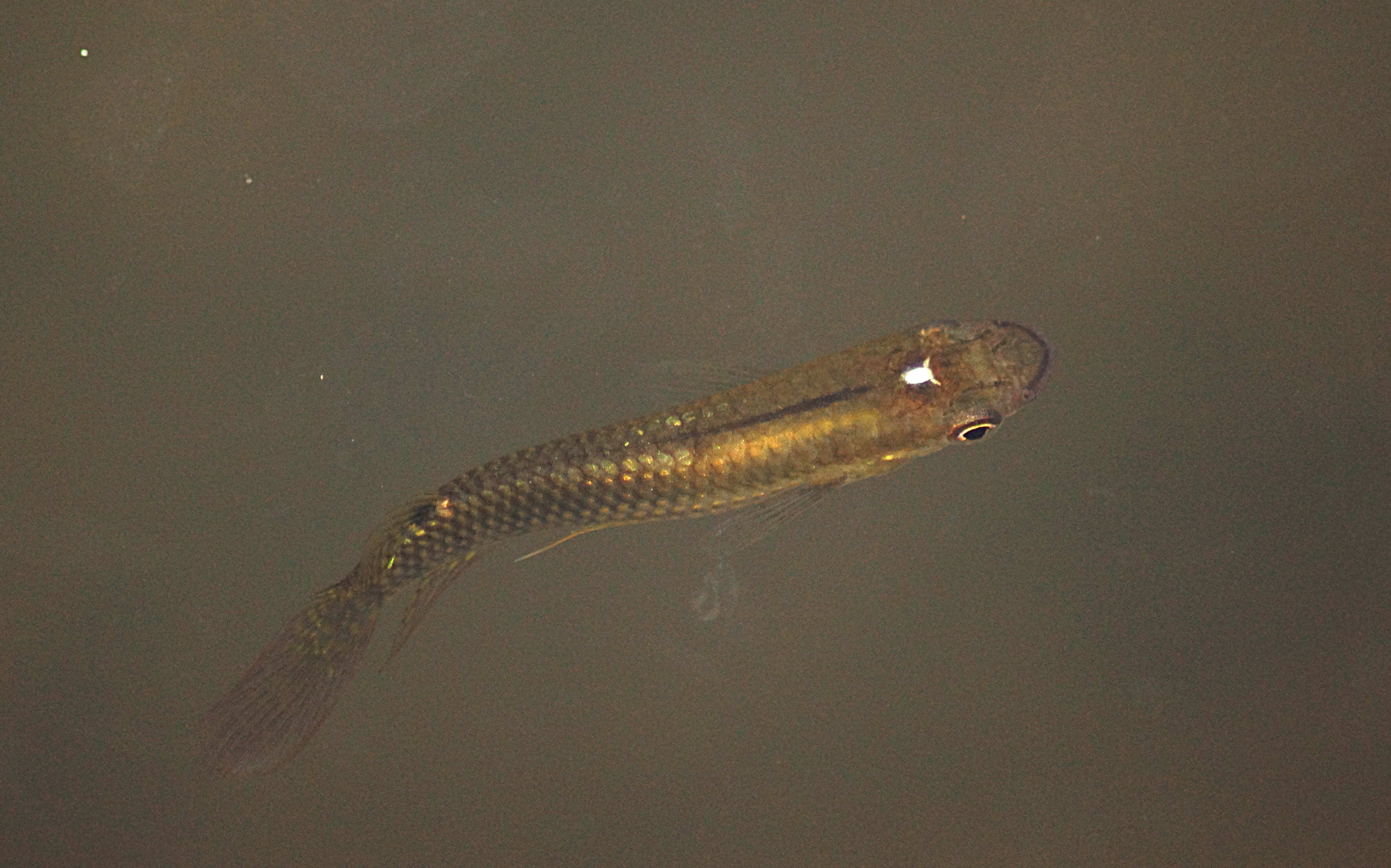

Основне забарвлення самця жовтувато-сіре, з блакитним лиском. Луски мають темну облямівку. Спинка темна, брудно-зеленого або оливкового кольору. Черевце, навпаки, світліше, сріблясто-білого, молочно-білого або жовтуватого кольору. На потилиці розташована характерна яскрава сріблясто-біла цятка. Тонка чорна горизонтальна лінія проходить нижньою губою й закінчується біля ока. На тілі та зябрових кришках часто присутні ряди дрібних червоних або жовтих крапочок.
Плавці бліді, жовтувато-сірі або зеленкувато-сірі, прозорі. В нижній частині спинного плавця розташована велика чорна пляма. Хвостовий плавець у самців має характерну подвійну облямівку: його край жовтий чи жовтогарячий, іноді блакитний або червоний й облямований чорним кантом. Анальний плавець жовтий або жовтогарячий біля основи й жовтогарячий або червонуватий з темними крапками в зовнішній частині. Грудні та черевні плавці безбарвні.
Самки мають схоже, але простіше й світліше забарвлення. Плавці, за виключенням спинного, в них безбарвні. Чорна пляма на спинному плавці та такому тлі виглядає виразніше, ніж у самців.
Загалом статеві відмінності в цього виду слабкі. Крім яскравішого забарвлення, самці трохи більші за самок.

## Поширення
Aplocheilus panchax широко розповсюджений на території Південної Азії: Індія, Пакистан, Непал, Бангладеш, М'янма. В Індії зустрічається переважно на півночі, в штатах Ассам, Бігар, Гуджарат, Західний Бенгал, Магараштра, Мадх'я-Прадеш, Мегхалая, Одіша, Пенджаб, Уттар-Прадеш, Трипура. В Пакистані водиться на рівнинах нижнього Інду та в прилеглих горбистих районах.
В деяких областях вид був розселений для боротьби з комарами. Зокрема, з цією метою він був завезений на Лаккадівські острови з материкової Індії. Також повідомлялося про присутність Aplocheilus panchax на Шрі-Ланці та Сейшельських островах. Був інтродукований на острові Сулавесі в Індонезії.
В багатьох джерелах до ареалу поширення Aplocheilus panchax включені також Таїланд, Камбоджа, В'єтнам, Малайзія, Індонезія (ареал A. armatus) та Андаманські острови (ареал A. andamanicus).

## Спосіб життя

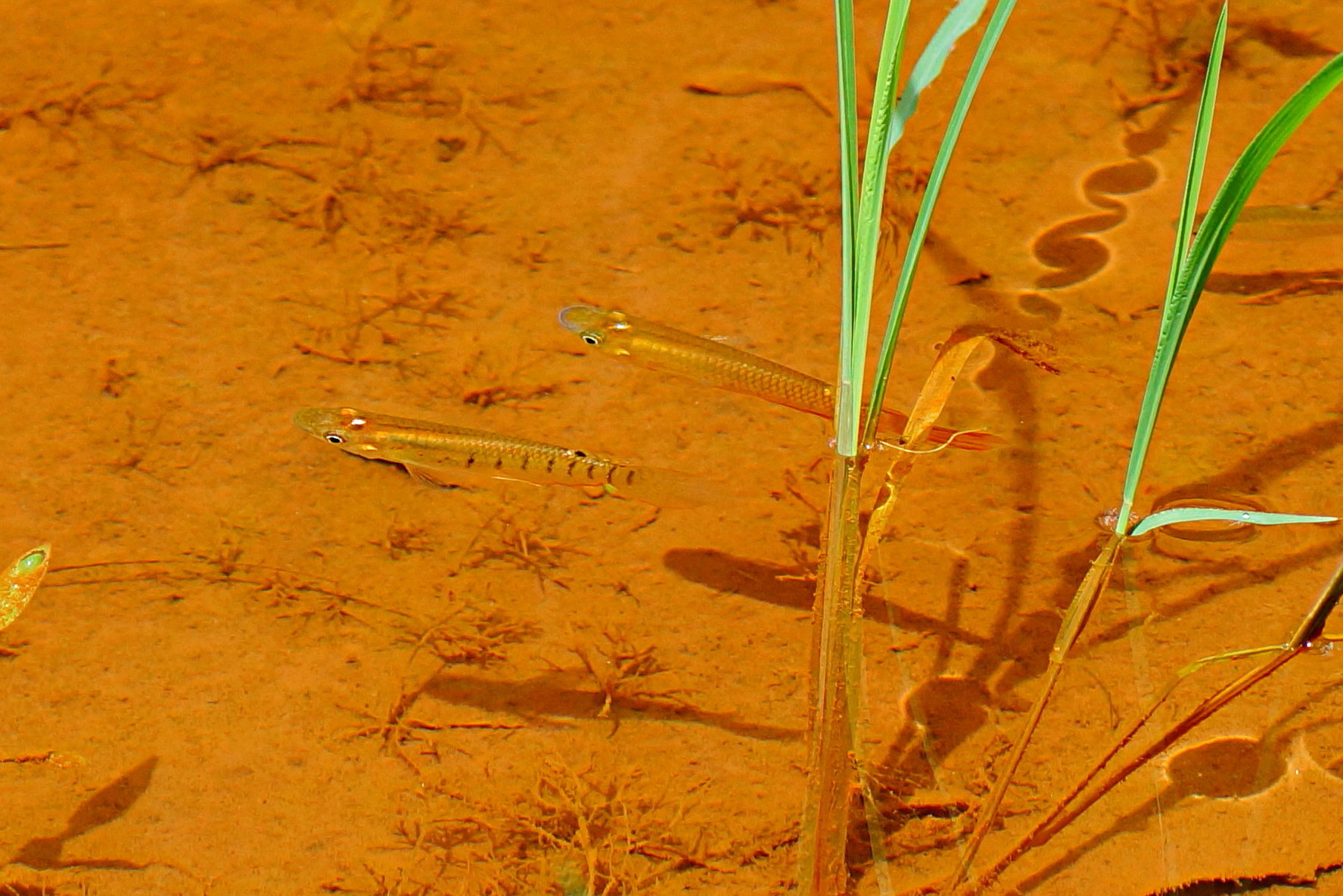

Бентопелагічний вид риб. Водиться в прісних та солонуватих водоймах. Зазвичай зустрічається в низинних заболочених місцинах, на торфовищах, трапляється також у лиманах та на мангрових болотах. Параметри води: pH 6,0-8,0, твердість 5-12 °dH, температура 20-25 °C. Надає перевагу чистій воді, тримається в місцях зі щільною рослинністю, що складається як з рослин, що вкорінюються, так і з плавучих макрофітів.
Aplocheilus panchax не належить до числа сезонних коропозубих, не мігрує. Ці риби витривалі й енергійні, під час дощів та повеней дорослі особини й мальки запливають на свіжу «територію» над затопленою землею.
Панхакс живиться переважно комахами. Приносить користь людям у боротьбі з комарами, адже харчується їхніми личинками.

## Розмноження
Aplocheilus panchax належить до числа яйцекладних коропозубих. Розмножується протягом усього року, але пік припадає на сезон мусонів, що триває з червня по серпень. У цей час південно-західні мусонні дощі затоплюють низинні землі та з'єднують численні калюжі й ставки.
Риби починають розмножуватись маючи розмір 8 см. Зрілість настає у віці 4-5 місяців. Нерестяться зазвичай на мілководді, на ділянках зі слабкою течією. Самці під час нересту бувають дуже активні й здатні залицятися до кількох самок одночасно. Під час шлюбних ігор самець переслідує самку, та періодично зупиняється біля листка рослини й нахиляє своє тіло. Самець зупиняється поруч, пара робить кілька вібрувальних рухів, під час яких самка відкладає ікринку, а самець негайно запліднює її. Але самець не завжди буває такий успішний. Іноді самка виявляє опір і неодноразово уникає самця, який після цього зазвичай відмовляється від погоні й переключається на іншу самку. Проте сильний самець може й надалі переслідувати самку та врешті здолати її. Часто він завойовує партнерку пестливими рухами морди та тіла. Нерест зазвичай відбувається на світанку, хоча часто триває й удень.
Ікринки досить великі, 1,6-1,8 мм в перетині, округлі, з високим вмістом жовтка. Вони відкладаються поодинці й за допомогою липких ниток прикріплюються до підводної рослинності. На ранніх стадіях розвитку ікринки прозорі, але згодом забарвлюються й мають брудно-коричневий колір, який ефективно приховує їх серед оточення.
В процесі розвитку ембріон харчується запасами жовтка. Личинки виводяться за 9-14 днів залежно від стану ікри, температури, аерації та інших фізико-хімічних параметрів води, за теплої погоди розвиток завершується швидше. Перед вилупленням ембріон стає надзвичайно активним, шалено звивається всередині ікринки, помахи добре розвинутих грудних плавців стають сильними й регулярними; врешті оболонка ікринки руйнується.
Личинки вилуплюються маючи розмір приблизно 4,4 мм. Спочатку вони довгі й прозорі. Голова велика, трохи приплюснена знизу, але сильно випукла зверху, зовсім не така, як у дорослих риб. Виділяються великі чорні очі. Черевце виступає й містить залишки жовткового мішка, що відрізняється матовим забарвленням. Зазвичай 1-2 хвилину після народження личинка не рухається, відпочиваючи на субстраті, тоді спритно виривається до поверхні й деякий час плаває туди-сюди. Втомившись, деякий час знову відпочиває, при цьому часто приймає майже вертикальну позицію головою донизу. Іноді, особливо в разі пізнього вилуплення, личинка починає плавати відразу після звільнення від оболонки ікринки.
Личинки панхаксів мають характерну пігментацію. У більшості вона чорнувата, але може змінюватися від червоно-коричневої до темно-коричневої. Забарвлення зосереджено переважно на голові, на тілі пігментні плями рідкісні й неправильної форми, а плавці майже зовсім безбарвні.
Приблизно на п'ятий день після вилуплення жовток повністю поглинається, довжина личинки становить приблизно 6,5 мм. Подальший ріст личинок значною мірою залежить від якості та кількості наявної їжі. Ті що отримують кращий раціон і мають вільний простір, ростуть швидше, ніж ті, що живуть у маленьких посудинах і забезпечені мізерним харчуванням. Зазвичай личинки спочатку харчуються діатомовими водоростями, інфузоріями та іншими мікроорганізмами. Новонароджені мальки блукають мілководдям над затопленими ділянками суходолу, що забезпечує їхнє широке розсіювання.
Метаморфоз займає приблизно три тижні. У 2,5 тижні личинка переходить до постлавральної (післяличинкової) стадії. До середини третього тижня (на 19-й день) її довжина збільшується приблизно до 12 мм. Це вже мальок, «молода доросла» риба, надалі він лише зростає. В цьому віці вже наявна характерна блискуча цятка на потилиці.
Мальок здатний споживати більшу здобич, серед якої личинки комарів та інших комах, остракодів тощо. Мальки аплохейлусів досить міцні, активно харчуються й ростуть доволі швидко, їм потрібно лише три-чотири місяці, щоб досягти зрілості.

## Утримання в акваріумі
Панхакс належить до числа акваріумних риб. До Європи він уперше був завезений 1899 року, в Російській імперії з'явився 1903 року. Це не дуже барвиста риба, тому її рідко тримають в домашніх акваріумах.
У середині XX ст. селекціонери схрещували різні за походженням форми панхакса з метою отримання риб з кращим забарвленням. Слід зазначити, що під назвою панхакс в акваріумах тримають як індійські популяції (справжній Aplocheilus panchax), так і популяції з Південно-Східної Азії, які належать до іншого виду — Aplocheilus armatus. Акваріумісти не розрізняють їх.
Aplocheilus panchax — це риба середнього розміру, вона добре вживається з іншими видами риб аналогічного або більшого розміру, легко розмножується. Умови утримання та розведення нескладні. Потрібен акваріум розміром щонайменше 40 см завдовжки, з густою рослинністю, серед якої риби зможуть знайти собі схованку. Поверхня води частково має бути вкрита плавучими рослинами. Освітлення нормальне. Панхакси добре стрибають, тому акваріум має бути тісно накритий кришкою.
Оптимальною вважається температура води 21-23 °C, мінімальна — 15 °C. До складу води Aplocheilus panchax невибагливий.
Типова поверхнева риба. Коли панхаксів тримають разом із іншими рибами, вони зазвичай перебувають лише біля поверхні води, за видового утримання спускаються також у середні шари. Aplocheilus panchax має хижий характер. У спільному акваріумі його можна тримати лише з рибами такого самого або більшого розміру.
Потребує міцного живого корму (черв'яки, комахи, личинки комарів, мальки риб), але не відмовляються й від сухого, якщо його частинки будуть достатньо великими.
Для розведення потрібен акваріум місткістю щонайменше 15 л. Температура води 23-26 °C, твердість 4-8°, показник pH 6,5-7,0.
Риби відкладають ікру біля поверхні води на дрібнолисті рослини або коріння плавучих рослин. Як нерестовий субстрат використовують також жмуток синтетичних волокон тощо. Ікринки доволі великі й не дуже численні. Загалом самка відкладає від 60 до 150 ікринок, вони прилипають до субстрату.
Мальки вилуплюються за 12-14 днів і відразу їдять наупліуси артемій та циклопів. Ростуть доволі швидко. Визрівають панхакси у віці 5-6 місяців.

## Відео
- Aplocheilus panchax - Blue Panchax на YouTube by KillieOrCory
- 20100512015900 1 на YouTube by iya1978